# Kojuhivka, Korosten
Kojuhivka (în ucraineană Кожухівка) este localitatea de reședință a comunei Kojuhivka din raionul Korosten, regiunea Jîtomîr, Ucraina.

## Demografie
Componența lingvistică a localității Kojuhivka
     Ucraineană (98,64%)
     Rusă (1,36%)
Conform recensământului din 2001, majoritatea populației localității Kojuhivka era vorbitoare de ucraineană (98,64%), existând în minoritate și vorbitori de rusă (1,36%).